# منطقه شهری له-ایل-دو-لا-مادلن

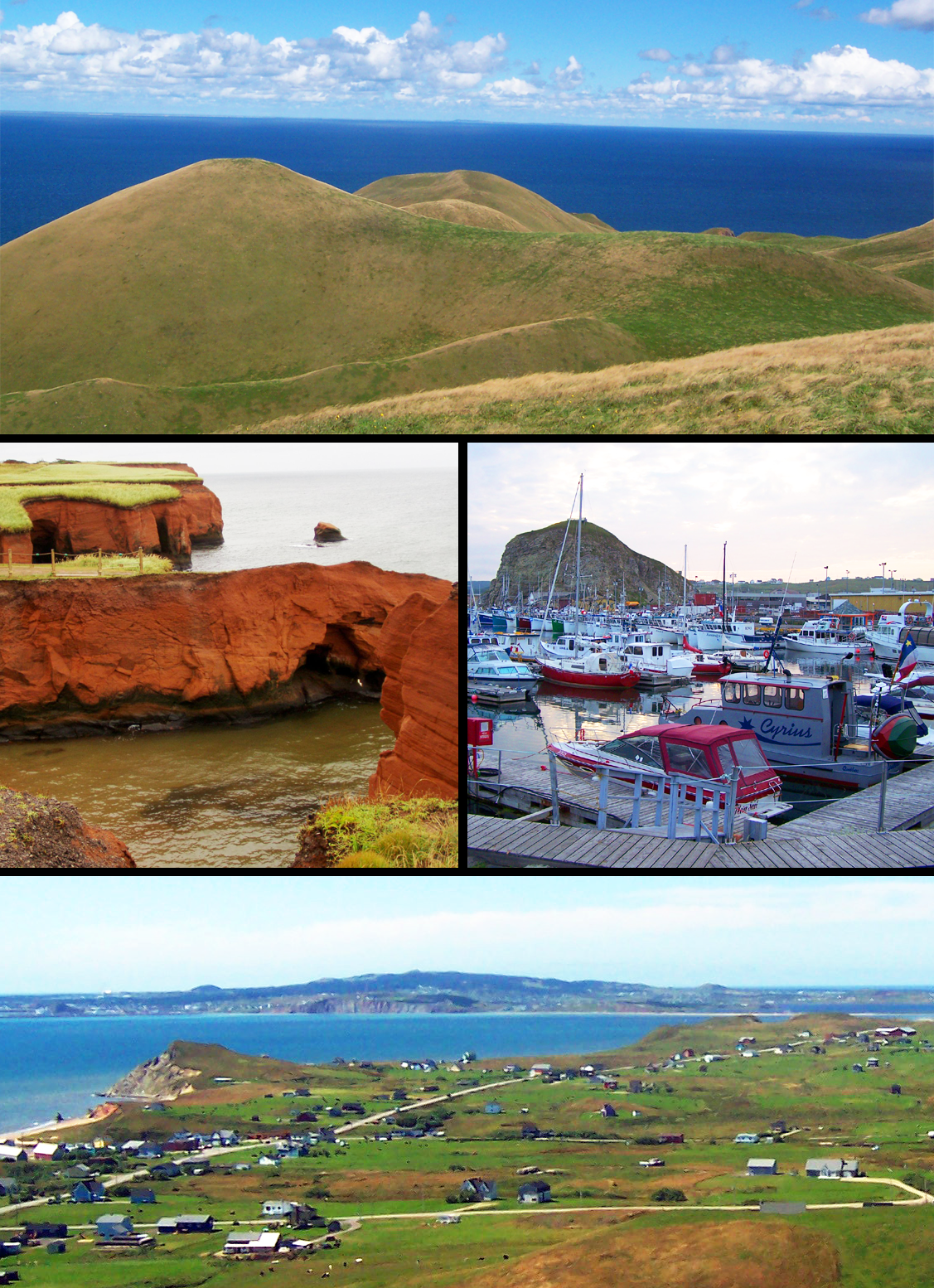
تکه‌نگاره‌ای از منطقه شهری له-ایل-دو-لا-مادلن در استان کبک، کانادا - ۲۰۱۳

منطقه شهری له-ایل-دو-لا-مادلن (انگلیسی: Urban agglomeration of Les Îles-de-la-Madeleine) یک منطقه شهری در ناحیه گاسپزی-ایل-دو-لا-مادلن استان کبک کانادا است که شامل دو شهر زیر است:
- له-ایل-دو-لا-مادلن
- گروس-ایل